# Sims Metal Management
Sims Metal Management est une entreprise américaine de recyclage de métaux. Fondée en 1917, elle exerce ses principales activités aux États-Unis, en Australie et au Royaume-Uni.